# Dendrophyllia alcocki
Espèce
Statut CITES
Dendrophyllia alcocki est une espèce de coraux appartenant à la famille des Dendrophylliidae.